# TiTa Tovenaar (2008-2009)
TiTa Tovenaar is een Nederlandse kindertelevisieserie oorspronkelijk uitgezonden door de NOS van 1972 tot en met 1974.
In 2008 werd de serie nieuw leven ingeblazen door Efteling Media met 13 nieuwe afleveringen, uitgezonden op de AVRO. Van september tot en met december 2009 werd er een tweede reeks van 13 afleveringen uitgezonden, ook op de AVRO. Van maart tot en met mei 2010 werden beide series herhaald in Z@ppelin. De nieuwe serie werd ook uitgezonden op het Vlaamse vtmKzoom, een digitale zender beheerd door de toenmalige VMMa. In de serie zijn er andere acteurs dan in de originele serie uit de jaren 70, maar het verhaal is voor een groot deel hetzelfde. Sinds 2013 is Tita Tovenaar te zien bij RTL Telekids op RTL 8 en op het digitale kanaal van RTL Telekids24/7.

## Geschiedenis
Tita Tovenaar werd in 1972 op het Nederlandse scherm gebracht. Het was een dagelijkse serie. Iedere aflevering duurde ongeveer 5 minuten en werd uitgezonden om 18.45 of 18.55 uur vlak voor de bedtijd van de kinderen. Een bekende zin uit de serie is de tekst waarmee TiTa Tovenaar elke aflevering afsloot: “Dat zien we morgen dan wel weer”.
De hoofdrollen in de serie waren TiTa Tovenaar (Ton Lensink), Tika (Maroesja Lacunes), Kwark, Grobelia, Tato Toveraap, de Grobbebollen, het Grobbekuiken en mensen op Aarde zoals de buurvrouw, 't heertje, de politieagent, het boertje en de kelner en kok van het eethuisje.
De hoofdrollen werden onder anderen gespeeld door Ton Lensink, Maroesja Lacunes, Henk Votel, Tim Beekman, Riet Wieland Los, Sies Foletta, Ab van der Linden, Barrie Stevens, Maélys Morel en Corry van der Linden. De regisseur was eveneens Ton Lensink.
De serie was populair en er verschenen boeken en platen, er werden poppen verkocht en later ook magische toverlantaarns en dergelijke. De serie heeft maar twee jaar gelopen (van 1972 tot 1974) maar is sindsdien al vele malen herhaald. De NOS doet dit bijvoorbeeld in de zomer van 1982 als het programma Sesamstraat een vakantiestop heeft. Doordeweeks zijn er korte afleveringen van De Bereboot uit 1976 te zien en op zondagavond worden er vijf afleveringen van TiTa Tovenaar samengevoegd tot één aflevering van 25 minuten. De TROS laat in 1988 en 1989 ook vijf samengevoegde afleveringen tot één aflevering van 25 minuten zien, waarbij het “Dat zien we morgen dan wel weer” er is uitgeknipt en aan het eind wordt vervangen door “Dat zien we de volgende keer wel weer”. Ook in 2004 wordt de serie nog een keer uitgezonden.
Na de succesvolle musical van Ti-Ta Tovenaar, die in 2005 te zien was in het Eftelingtheater, besloot het sprookjespark speciaal voor televisie, de serie een nieuw leven in te blazen. Er is, 36 jaar na de originele serie, wel wat veranderd. Tika wordt onder andere tijdens een vliegreis op haar bezem geflitst door een flitspaal die nu ook al hoog in de lucht zijn geplaatst. Het luchtkasteel is een stuk moderner geworden en de tovertrucs zijn veel magischer dan de witte flits uit de Tita Tovenaar-reeks van de jaren 70. Maar het lukt toverpapa nog steeds niet om een "aardbeesie" (aardbei) in een kameel om te toveren.
In de nieuwe serie komen thema's aan bod die voor kinderen van nu de gewoonste zaak van de wereld zijn. Zo krijgt Tika van Kwark te horen dat je je verjaardag viert met een slaapfeestje en gaat ze naar school om zo ook eens een schoolvakantie mee te maken. Hoewel het verhaal in grote lijnen hetzelfde is gebleven, zijn er wel wat verschillen met de reeks uit de jaren 70, zo is er in deze serie Ta-To de toveraap vervangen door een aap met de naam Titi en het Grobbekuiken uit de serie verdwenen.

### Verhaal
Tika woont samen met haar vader TiTa Tovenaar in een luchtkasteel hoog boven de wolken. Haar vader is een grote, verstrooide tovenaar en heeft een toverboek met spreuken. Ook brouwt hij allerlei eigen brouwsels. Hij heeft één beperking: hij kan geen aardbeien (zelf noemt hij ze aardbeziën) in kamelen veranderen, maar bijvoorbeeld wel in dromedarissen. Tika leert ook toveren van haar vader, maar dat lukt maar gedeeltelijk door de verstrooidheid van haar vader. Wel kan ze, als ze in haar handen klapt, alle mensen op Aarde stilzetten als een standbeeld. Als ze opnieuw in haar handen klapt, komen ze weer in beweging en denken ze dat ze hebben geslapen. Verder kan ze met een toverfluit goudstukken toveren en kan ze vliegen op een bezemsteel. TiTa kan met Tika van het luchtkasteel springen en dan op Aarde terechtkomen en omgekeerd, maar ook alleen Tika of iemand anders naar de Aarde toveren en weer terug.
Verder hebben ze de Grobbebollen Geeltje met een heel hoge stem en Groentje met een heel slome stem en een toveraap Tato. Ook hebben ze een Grobbevogel die eens in de 300 jaar een ei legt en alleen maar wil slapen. Als Tika per ongeluk dit ei in een vergrootglas legt, wordt dit ei heel groot, waarna een groot Grobbekuiken wordt geboren dat toetert en alles opeet wat het tegenkomt, zelfs een tafel in het eethuisje en het uniform van de agent. Ze eten meestal TiTa-tovertaart die TiTa tovert en drinken TiTa-toverthee.
Samen beleven ze avonturen. De meeste worden veroorzaakt door Tato, die met zijn apenstreken de mensen op Aarde de stuipen op het lijf jaagt, maar ook door het Grobbekuiken, waar vooral het keurige heertje (Frederik) bang voor is. Hij moet het dan ook altijd ontgelden als hij TiTa en Tika al dan niet met Tato of het Grobbekuiken tegenkomt. Als er dan vreemde dingen gebeuren, breekt het zweet hem uit en raakt hij in paniek. Hij roept dan altijd “Dat moet altijd mij overkomen” en daarna “politie, politie”, waarna de agent meestal niets vreemds constateert. Daarentegen vond het boertje nooit iets vreemd en riep hij altijd “Het is gewoon, zo gewoon als een bruine boon”.
In het tweede seizoen kwamen er een aantal nieuwe typetjes. Grobelia was als heks de tegenpool van TiTa Tovenaar. Zij woonde in een grot en krijgt bezoek van haar moeder Grobbema. Ook kwam Opa tovenaar in beeld, die zijn zoon en kleindochter regelmatig met zijn zwarte kist opzocht, maar als de klep openstond last had van tocht. Verder was hij dol op spruitjes. Hij vond TiTa maar een broddelaar, een prutser en kon zelf veel beter toveren. Ook verscheen Kwark, een tovenaarsleerling die een vriend van Tika werd.

## Rolverdeling
| Personage           | Acteur/actrice                                  | Periode   |
| ------------------- | ----------------------------------------------- | --------- |
| TiTa Tovenaar       | Erik Brey                                       | 2008      |
| TiTa Tovenaar       | Harry van Rijthoven                             | 2009      |
| Tika                | Manon Novak                                     | 2008-2009 |
| Kwark               | Michael Vercauteren                             | 2008      |
| Kwark               | Maarten Heijmans                                | 2009      |
| Grobelia            | Manon Nieuwboer                                 | 2008-2009 |
| Agent               | Edo Brunner                                     | 2008-2009 |
| Tante Truus         | Ottolien Boeschoten                             | 2008-2009 |
| 't Heertje          | Wil van der Meer                                | 2008-2009 |
| Kruidenier          | Ergun Simsek                                    | 2008-2009 |
| Opa                 | Jan van Eijndthoven                             | 2008-2009 |
| Geeltje (Grobbebol) | Meike van den Akker (stem van Marjolein Algera) | 2008      |
| Geeltje (Grobbebol) | Jogchem Jalink (stem van Marjolein Algera)      | 2009      |
| Broer (Grobbebol)   | Merel van Gaalen (stem van Marjolein Algera)    | 2008      |
| Broer (Grobbebol)   | Judith Broersen (stem van Marjolein Algera)     | 2009      |
| Pietertje           | Brendan Gonlag                                  | 2008-2009 |
| Tamboermajor        | Freerk Bos                                      | 2009      |

## Afleveringen

### Seizoen 1
| Aflevering | Titel                 | Uitzenddatum     |
| ---------- | --------------------- | ---------------- |
| 1          | Tika's verjaardag     | 22 december 2008 |
| 2          | Vliegles              | 23 december 2008 |
| 3          | De gedachtendoos      | 24 december 2008 |
| 4          | Het lachwater         | 25 december 2008 |
| 5          | Superpizza            | 26 december 2008 |
| 6          | Eerlijk               | 29 december 2008 |
| 7          | Tante Truus is somber | 30 december 2008 |
| 8          | De Hiepnostieker      | 31 december 2008 |
| 9          | Verliefd              | 1 januari 2009   |
| 10         | Snuffie               | 2 januari 2009   |
| 11         | Geeltje               | 5 januari 2009   |
| 12         | De kinderfluit        | 6 januari 2009   |
| 13         | De verjonger          | 7 januari 2009   |

### Seizoen 2
| Aflevering | Titel                  | Uitzenddatum      |
| ---------- | ---------------------- | ----------------- |
| 1          | Monsters onder het bed | 16 september 2009 |
| 2          | De zonsverduistering   | 23 september 2009 |
| 3          | Kiespijn               | 30 september 2009 |
| 4          | Geheimen               | 7 oktober 2009    |
| 5          | Circus in het dorp     | 14 oktober 2009   |
| 6          | Babbeltocht            | 21 oktober 2009   |
| 7          | Dief in het dorp       | 28 oktober 2009   |
| 8          | Geluk                  | 4 november 2009   |
| 9          | Spookfeest             | 11 november 2009  |
| 10         | Jaloers                | 18 november 2009  |
| 11         | Kamelen en sprinkhanen | 25 november 2009  |
| 12         | Fanfare                | 2 december 2009   |
| 13         | Heertje ontvoerd       | 9 december 2009   |

## Dvd's
Van deze serie is een aantal afleveringen op dvd uitgebracht:

### Deel 1:Vliegbezems en Tovertaarten
1. Tika's verjaardag
2. Vliegles
3. De gedachtendoos
4. Het lachwater
5. Superpizza

### Deel 2:Toverkriebels
Intro: Tika's verjaardag
1. Snuffie
2. Geeltje
3. De kinderfluit
4. De verjonger

### Deel 3:Alle vleermuizen nog aan toe
Intro: Tika's verjaardag
1. Eerlijk
2. Tante Truus is somber
3. De Hiepnostieker
4. Verliefd

### Deel 4:Geheimen
1. Monsters onder het bed
2. De Zonsverduistering
3. Kiespijn
4. Geheimen
5. Bonusaflevering: De Grobbebollen maken Lol

### Deel 5:Spookfeest
1. Circus in het dorp
2. Babbeltocht
3. Dief in het dorp
4. Geluk
5. Spookfeest

## Musical
Het televisieprogramma TiTa Tovenaar werd ook bewerkt tot een musical en is een musicalproductie van Efteling Theaterproducties en V&V Entertainment, nu geschreven als TiTa Tovenaar. Deze musical speelde tijdens de winter van 2005-2006 af en was te zien van 27 november 2005 tot 26 maart 2006 in het Efteling Theater. De musical gaat over Tika, die zich eenzaam voelt en meer wil leren van wat er buiten haar luchtkasteel afspeelt. Samen met de Grobbebollen en Kwark gaat ze op pad en komt ze terecht in het Grobbedal, waar ze Grobbedalers, Grobelia en Grobbema ontmoet.
De musical was de aanzet tot het ontwikkelen van TiTaTovenaar als een 'merk' van de Efteling. In seizoenen 2007 en 2008 stond de parkshow Tika is Jarig op de planken van het Efteling Theater. In december 2008 kwam het tot een nieuwe televisieserie en in de jaren daarna is er nog met enige regelmaat entertainment in het Efteling Park op gebaseerd, zoals Grobbebollen ontmoeten en begroeten en TiTaToverDisco.
De hoofdrollen werden gespeeld door onder anderen Erik Brey (Tita), Manon Novak (Tika), Anne-Mieke Ruyten (Grobelia), Rop Verheijen (Kwark), Jette van der Meij (Grobbema), Sander Jan Klerk (Tom de Tuinman), Harry Slinger (Opa Tovenaar), Dieter Jansen (Grobbebol Geeltje) en Thijs van Aken (Grobbebol Broer).

### Rolverdeling (Musical)
| Personage          | Acteur/actrice       |
| ------------------ | -------------------- |
| TiTa Tovenaar      | Erik Brey            |
| TiTa Tovenaar      | Job Schuring         |
| Tika               | Manon Novak          |
| Tika               | Madelon van der Poel |
| Kwark              | Rop Verheijen        |
| Kwark              | William Spaaij       |
| Grobelia           | Anne-Mieke Ruyten    |
| Grobelia           | Ellis van Laarhoven  |
| Grobbema           | Jette van der Meij   |
| Grobbema           | Ellis van Laarhoven  |
| Opa Tovenaar       | Harry Slinger        |
| Opa Tovenaar       | Job Schuring         |
| Broer de Grobbebol | Thijs van Aken       |
| Geeltje            | Dieter Jansen        |
| Tom de Tuinman     | Joris Lutz           |
| Tom de Tuinman     | William Spaaij       |
| Tom de Tuinman     | Sander Jan Klerk     |

## Parkshow
In 2007 keerde TiTa Tovenaar terug naar de Efteling met de show 'Tika is Jarig', die vier keer per dag (vijf keer in het hoogseizoen) werd opgevoerd in Theater de Efteling. Ook in 2008 was deze show te zien. Het verhaal ervan is tevens het verhaal van de pilootaflevering voor de nieuwe televisieshow. In 2009 werd de nieuwe parkshow TiTaToverfeest opgevoerd. Hierin zongen Tika, Kwark, TiTaTovenaar en de Grobbebollen bekende liedjes als 'Mijn vader is een tovenaar'. In het hoogseizoen wordt deze parkshow dagelijks opgevoerd, in september en oktober treden de Grobbebollen alleen op. Een nieuwe parkshow is ook Grobbebollen Ontmoet & Begroet, waar de Grobbebollen bezoekers van de Efteling begroeten. De muziek is uitgebracht op cd onder de naam Parkshow TiTaTovenaar.

### Verhaal (Parkshow)
Het verhaal gaat over tovenaarsdochter Tika, die voor het eerst van het begrip 'jarig zijn' hoort. Tovenaarsleerling Kwark probeert het haar uit te leggen en samen met hem gaat ze per bezemsteel naar de 'gewone mensenwereld' om daar te ondergaan wat jarig zijn nu precies is. Tika krijgt van haar vader een heuse toverfluit waarmee ze al fluitend alle mensen aan het dansen krijgt. Tika komt niet op een erg gelegen tijdstip en als ze op de fluit blaast weet ze niet meer hoe ze de mensen weer moet laten stoppen met dansen - de hele mensenwereld staat op z'n kop. Het zenuwachtige Heertje probeert ondertussen mevrouw Cornelia ten huwelijk te vragen en als TiTaTovenaar zelf even poolshoogte komt nemen en helpt komt uiteindelijk tóch alles goed.

### Rolverdeling (Parkshow)
| Personage             | Acteur/actrice            |
| --------------------- | ------------------------- |
| TiTa Tovenaar         | Hans Lemmen               |
| TiTa Tovenaar         | Timo Bakker               |
| TiTa Tovenaar         | Armand Pol                |
| Tika                  | Manon Novak               |
| Tika                  | Marieke van der Sluis     |
| Kwark                 | Jaap Strijker             |
| Kwark                 | Steven Colombeen          |
| 't Heertje (Frederik) | Steven Colombeen          |
| 't Heertje (Frederik) | Mark van Haasteren        |
| 't Heertje (Frederik) | Peter Stoelhorst          |
| 't Heertje (Frederik) | Armand Pol                |
| 't Heertje (Frederik) | Norman van Huut           |
| Agent                 | Hans Lemmen               |
| Agent                 | Timo Bakker               |
| Kelner\Ober           | Jaap Strijker             |
| Kelner\Ober           | Steven Colombeen          |
| Kelner\Ober           | Peter Stoelhorst          |
| Kelner\Ober           | Hans Lemmen               |
| Kelner\Ober           | Timo Bakker               |
| Kelner\Ober           | Norman van Huut           |
| Kruidenier            | Jaap Strijker             |
| Kruidenier            | Steven Colombeen          |
| Kruidenier            | Mark van Haasteren        |
| Kruidenier            | Peter Stoelhorst          |
| Broer de Grobbebol    | Marieke van der Sluis     |
| Cornelia              | Nadine de Boer            |
| Cornelia              | Yvonne van den Eerenbeemt |

## Spin-offs

### De Grobbebollen maken lol
26 cartoons met de Grobbebollen Geeltje en Broer in de hoofdrol. In de korte, snelle en grappige verhaaltjes beleven ze allerlei avonturen in het luchtkasteel. Ze brouwen mislukte toverdrankjes, vliegen niet zo succesvol rond op bezems, proppen zich vol met taart, maken rotzooi, ruzie en vooral heel veel lol!
De stemmen van Broer en Geeltje zijn ingesproken door Marjolein Algera.
De eerste vijf afleveringen van 'de Grobbebollen maken lol' zijn uitgezonden in februari 2010.
In de meivakantie van 2010 werden de volgende vijf afleveringen uitgezonden bij de AVRO in Z@ppelin op Nederland 3. De serie was te zien bij RTL Telekids op RTL 8 en het digitale kanaal RTL Telekids24/7.

### Afleveringen (De Grobbebollen maken lol (2010))
| Aflevering | Titel                 | Uitzenddatum     |
| ---------- | --------------------- | ---------------- |
| 1          | Vliegwater            | 22 februari 2010 |
| 2          | Eén, twee, zzz        | 23 februari 2010 |
| 3          | Slaap hard!           | 24 februari 2010 |
| 4          | Huisdieren            | 25 februari 2010 |
| 5          | Vliegtuig             | 26 februari 2010 |
| 6          | Start de piano        | 30 april 2010    |
| 7          | Het Grobbebollenlied  | 3 mei 2010       |
| 8          | Meeuwenplaag          | 4 mei 2010       |
| 9          | De olifant en de muis | 5 mei 2010       |
| 10         | Schoon genoeg         | 6 mei 2010       |
| 11         | Hypnoten              | 5 juli 2010      |
| 12         | Griezelgrobbebollen   | 6 juli 2010      |
| 13         | Papa Geeltje          | 8 juli 2010      |
| 14         | Geeltjes tovertrucs   | 9 juli 2010      |
| 15         | Nieuwsgierig          | 12 juli 2010     |
| 16         | Hocus pocus pas op    | 13 juli 2010     |
| 17         | Tuurlijk, makkie      | 15 juli 2010     |
| 18         | Smoesjes              | 16 juli 2010     |
| 19         | Kung fu               | 19 juli 2010     |
| 20         | Bezemrace             | 20 juli 2010     |
| 21         | Leg neer die bal      | 22 juli 2010     |
| 22         | Vakantie              | 23 juli 2010     |
| 23         | Gigageeltje           | 26 juli 2010     |
| 24         | Tuurlijk, gebakkie    | 27 juli 2010     |
| 25         | Robot                 | 29 juli 2010     |
| 26         | Game over             | 30 juli 2010     |

### Het Tita Toverfeest
Een programma waarin Tika en Kwark dagelijks kinderen ontvangen in het luchtkasteel en met hen een feestje vieren.
Vaste onderdelen zijn:
- Een verhaaltje voor gelezen door Tika
- Knutselen/Koken met Kwark
- Stoere dingen doen met Kwark
- Grappen/Moppen met de Grobbebollen Geeltje en Broer
- Groeten uit De Efteling (waarin bezoekers van het vakantiepark de groeten mogen doen)

Daarnaast wordt er veel gedanst, gezongen en gesnoept in het programma. Anders dan bij de gewone Tita Tovenaar-serie worden er nu geen avonturen beleefd. Tika en Kwark presenteren het programma echt en richten zich ook vaak tot de kijkers thuis.

### Rolverdeling (Het Tita Toverfeest)
| Personage | Acteur/actrice   |
| --------- | ---------------- |
| Tika      | Ellen Swartjes   |
| Tika      | Bregje van Beek  |
| Kwark     | Diemer van Wijk  |
| Geeltje   | Marjolein Algera |
| Broer     | Marjolein Algera |